# Plateau-Station
Koordinaten: 79° 15′ 3″ S, 40° 33′ 38″ O

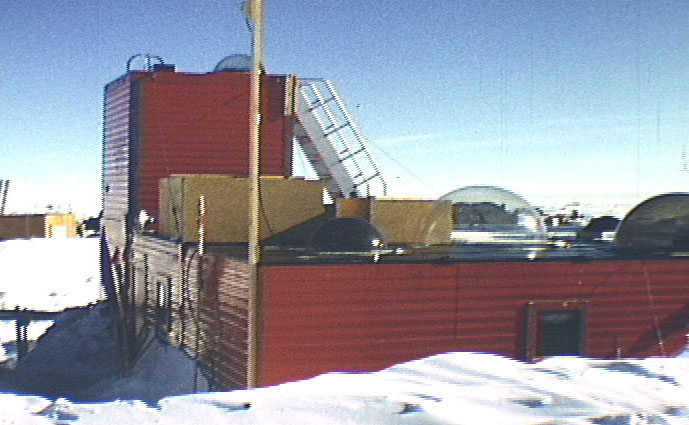
Plateau-Station im Jahr 1968

Die Plateau-Station ist eine nicht mehr betriebene US-amerikanische Forschungs- und Nachschubstation auf dem Polarplateau im Zentrum Ostantarktikas. Sie wurde im Rahmen der „South Pole–Queen Maud Land Traverse (SPQML)“-Forschungsexpedition ab 13. Dezember 1965 errichtet. Anfang 1966 erreichte ein als SPQML II bezeichnetes Team der Expedition die Station. Sie wurde bis zum 29. Januar 1969 durchgängig betrieben, bevor sie für eine eventuelle weitere Nutzung stillgelegt wurde. Die Station war während ihrer Nutzungszeit die kleinste, kälteste, am höchsten und am abseitigsten gelegene Station, die von den Vereinigten Staaten in Antarktika unterhalten wurde.
Betreiber und Nutzer der Station war die National Science Foundation in Zusammenarbeit mit der United States Navy. Ein Team aus vier Wissenschaftlern und vier Navy-Mitarbeitern unter dem Kommando eines Navy-Mediziners war durchgängig vor Ort. Die Station war ursprünglich für einen Einsatz von zwei Jahren vorgesehen, wurde letztendlich aber drei Jahre betrieben.
Bis zur Eröffnung von Dome F im Jahr 1995 war Plateau-Station mit 3624 m die höchstgelegene Station in der Antarktika. Die effektive Höhe liegt aufgrund des Polarwirbels bei über 4000 m, was die Station für Forschung in großen Höhen prädestinierte.
Am 22. Dezember 2007 besuchte die „Norwegian-U.S. Scientific Traverse of East Antarctica“-Expedition die Basis und fand die Gebäude weitestgehend intakt vor.
2017 machte die „Coldest Firn“-Expedition des Alfred-Wegener-Institut Halt an der Plateau-Station. Die Basis war komplett mit Schnee bedeckt, nur der meteorologische Turm ragte noch aus dem Schnee. Die Expedition betrat die Basis durch eine Dachluke und fand sie ansonsten unverändert vor. Sepp Kipfstuhl, einer der Expeditionsteilnehmer, äußerte die Ansicht: „In zehn oder zwanzig Jahren kann wieder jemand kommen, und es wird ganz ähnlich aussehen. Der Mast wird sogar noch 500 Jahre lang zu sehen sein.“

## Gebäude

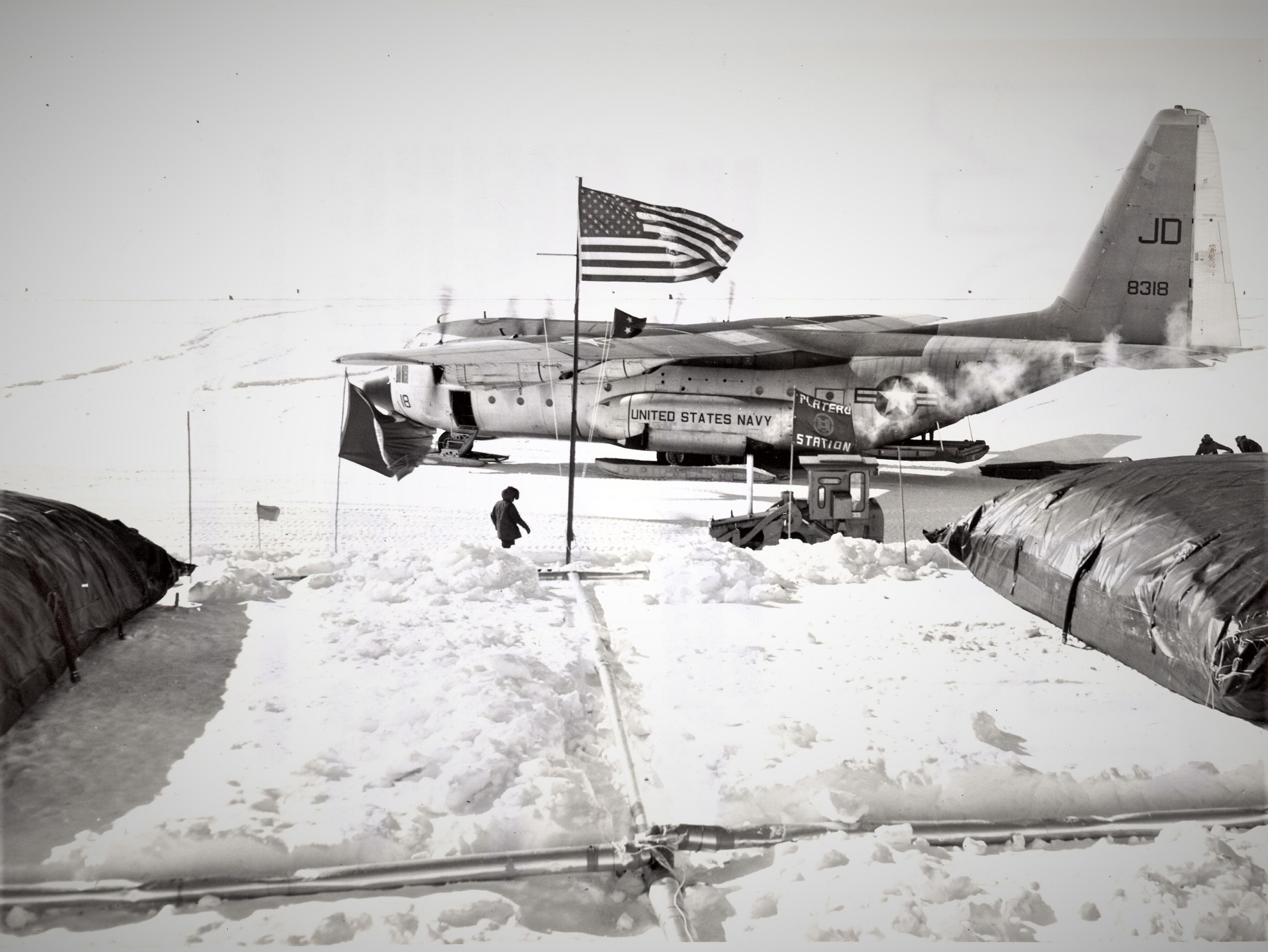
Flugzeug in Plateau-Station

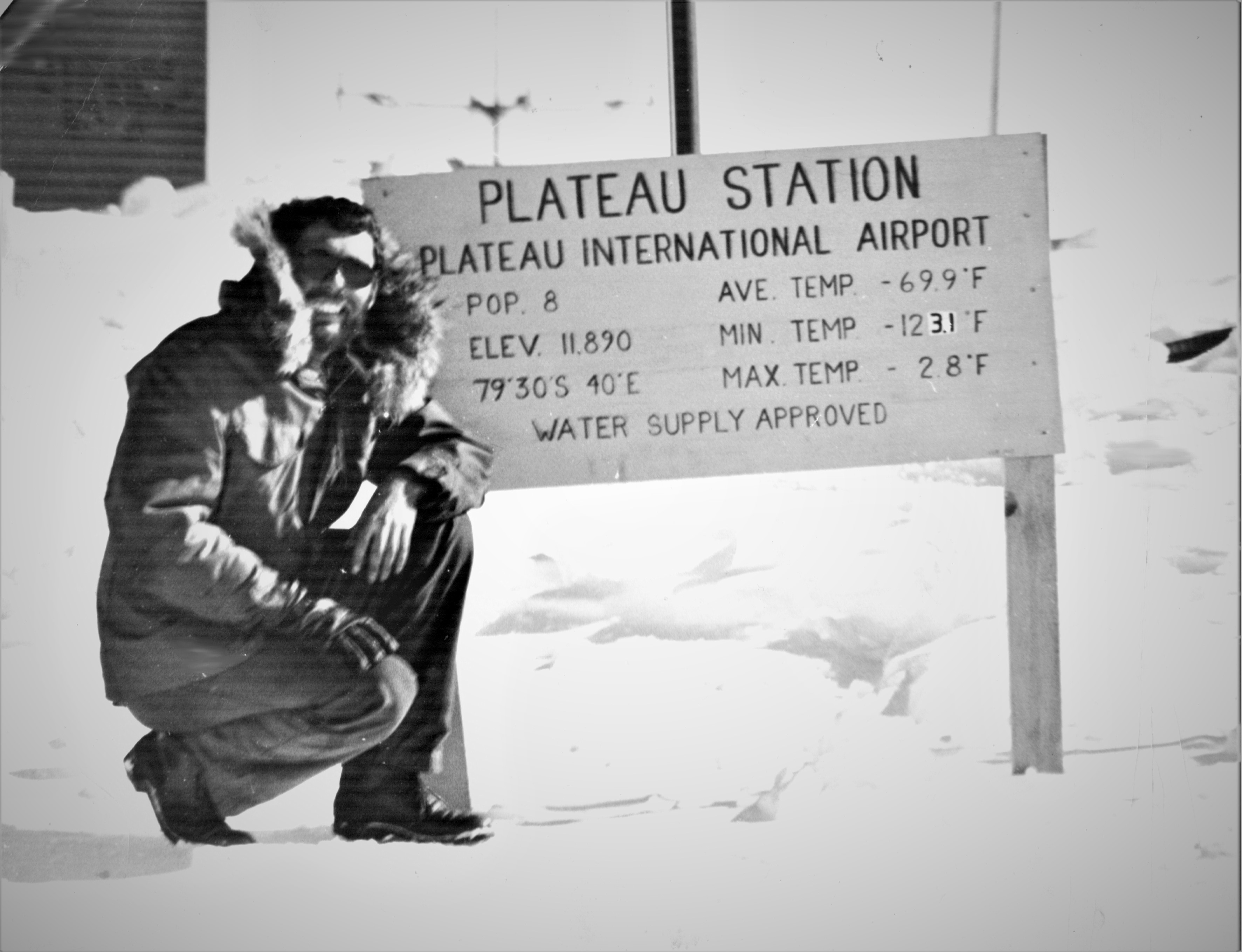
Plateau Station International Airport im Jahr 1968

Die Basis wurde aus fünf vorgefertigten und mittels einer Hercules C-130 mit Skifahrwerk eingeflogenen Einheiten errichtet. Vier dieser Einheiten bilden das 8 × 25 Meter große Hauptgebäude, eine kleinere Einheit (nach dem Hersteller als Jamesway hut benannt) wurde ca. 300 Meter davon als Ausweichgebäude aufgestellt. Zwei 75 kW Diesel-Generatoren dienten zur Energieversorgung des Hauptgebäudes, das Ausweichgebäude hatte einen eigenen Generator. Für den Lufttransport wurde eine 3500 Meter lange Landepiste errichtet. Für die meteorologischen Beobachtungen gab es einen 32 Meter hohen Instrumententurm, der unter anderem zur Beobachtung der Inversionsschicht über dem Schnee diente.

## Forschungsaktivitäten
Hauptaufgabe für die wissenschaftlichen Untersuchungen war wegen der großen Höhe, der klaren Luft und der relativ kurzen Entfernung zum Zielobjekt während der Sommerzeit die Beobachtung der Sonne. Hinzu ergaben sich einzigartige Gelegenheiten zur Beobachtung ungewöhnlicher Wetterphänomene:
- Mikrometeorologische Studie: Für diese Studie wurden Windgeschwindigkeiten, Windrichtungen und Temperaturen auf verschiedenen Höhen des Instrumententurms gemessen, um eine „Mikrotopographie des Wetters“ zu ermitteln, wozu sich das ebene Plateau sehr gut eignete.[7]
- Studie zur Beleuchtung und Absorption: Mit einem Eppley-Illuminometer wurden die natürliche Beleuchtungsstärke gemessen und mit einem Modell der direkten und diffusen spektralen Strahlungsflüsse verglichen.[8]

Darüber hinaus wurden medizinische und physiologische Studien am Personal, Atmosphärenuntersuchungen, geomagnetische Studien und Eiskernbohrungen unternommen. Für letzteres war die Station jedoch ein weniger geeigneter Standort. Am 29. Oktober 1966 kam es zu einem Beben, verursacht durch Schwimmschnee, das zu einem schlagartigen Absinken der gesamten Station um einen Zentimeter führte.

## Klima

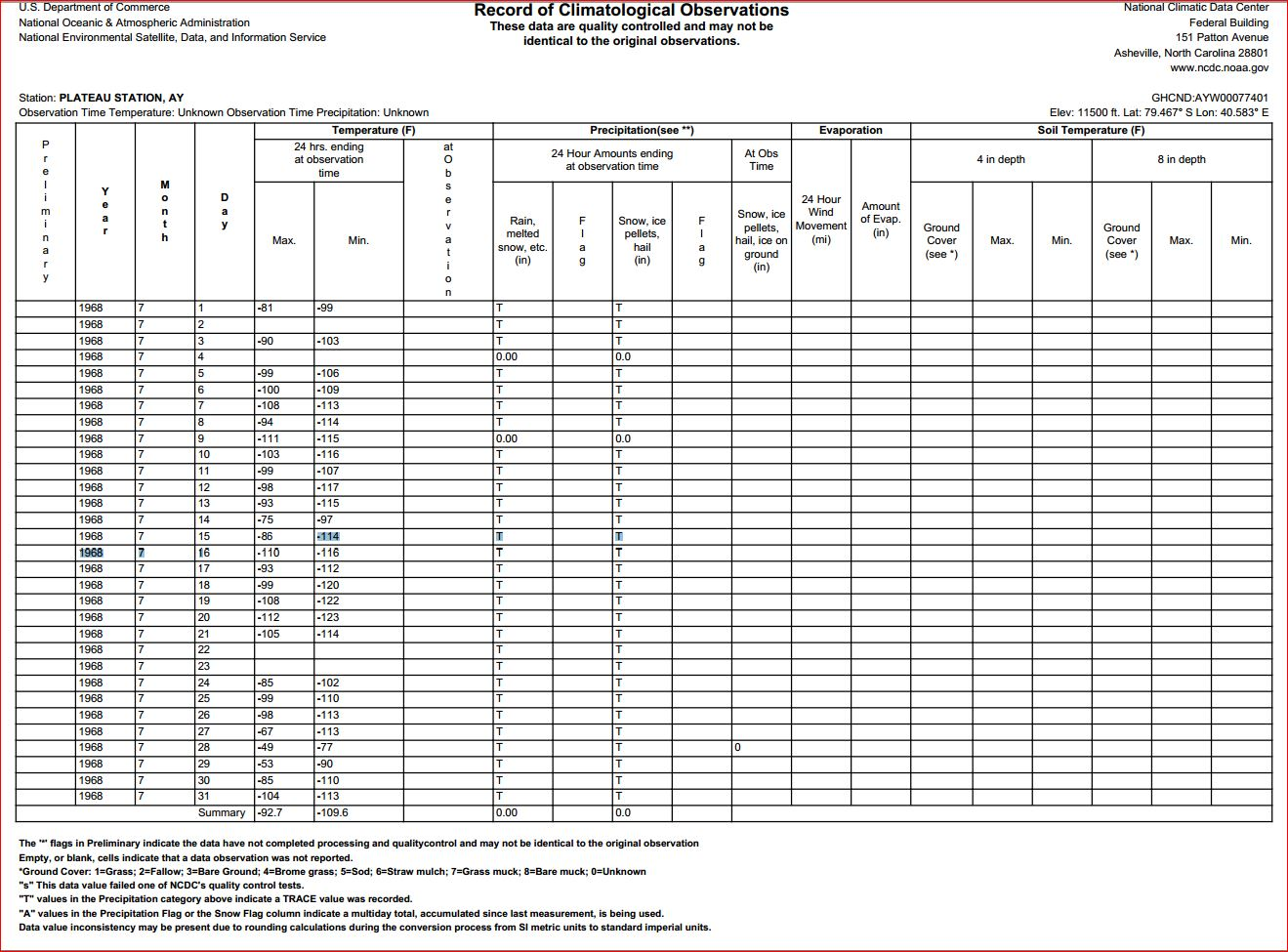
Rekordtemperaturmessung für die Plateau-Station für Juli 1968.

Die Plateau-Station ist einer der kältesten Punkte der Erde und hat Dauerfrostklima. Die niedrigste gemessene Temperatur lag am 20. Juli 1968 bei −86,2 °C, im Juni desselben Jahres wurden bereits −86,1 °C gemessen.
Der Jahresmittelwert liegt bei −56,7 °C. Die mittlere Temperatur der Winterhälfte (April bis Oktober) beträgt −70 °C, die der Sommerhälfte (November bis März) −40 °C. Auch wenn die Rekordtiefsttemperaturen der Wostok-Station nicht erreicht werden, liegt damit der Mittelwert durchgängig niedriger.
|                       | Jan   | Feb   | Mär   | Apr   | Mai   | Jun   | Jul   | Aug   | Sep   | Okt   | Nov   | Dez   |   |       |
| Mittl. Tagesmax. (°C) | −24,9 | −39,0 | −53,3 | −58,1 | −58,5 | −61,0 | −60,0 | −64,1 | −57,0 | −52,2 | −40,8 | −28,1 | ⌀ | −49,8 |
| Mittl. Tagesmin. (°C) | −40,0 | −49,1 | −61,3 | −74,6 | −74,8 | −77,0 | −76,0 | −78,1 | −73,4 | −68,1 | −48,6 | −36,6 | ⌀ | −63,2 |

| −40,0 |

| −49,1 |

| −61,3 |

| −74,6 |

| −74,8 |

| −77,0 |

| −76,0 |

| −78,1 |

| −73,4 |

| −68,1 |

| −48,6 |

| −36,6 |

| −40,0 |

| −49,1 |

| −61,3 |

| −74,6 |

| −74,8 |

| −77,0 |

| −76,0 |

| −78,1 |

| −73,4 |

| −68,1 |

| −48,6 |

| −36,6 |